# Biserica de lemn din Minead

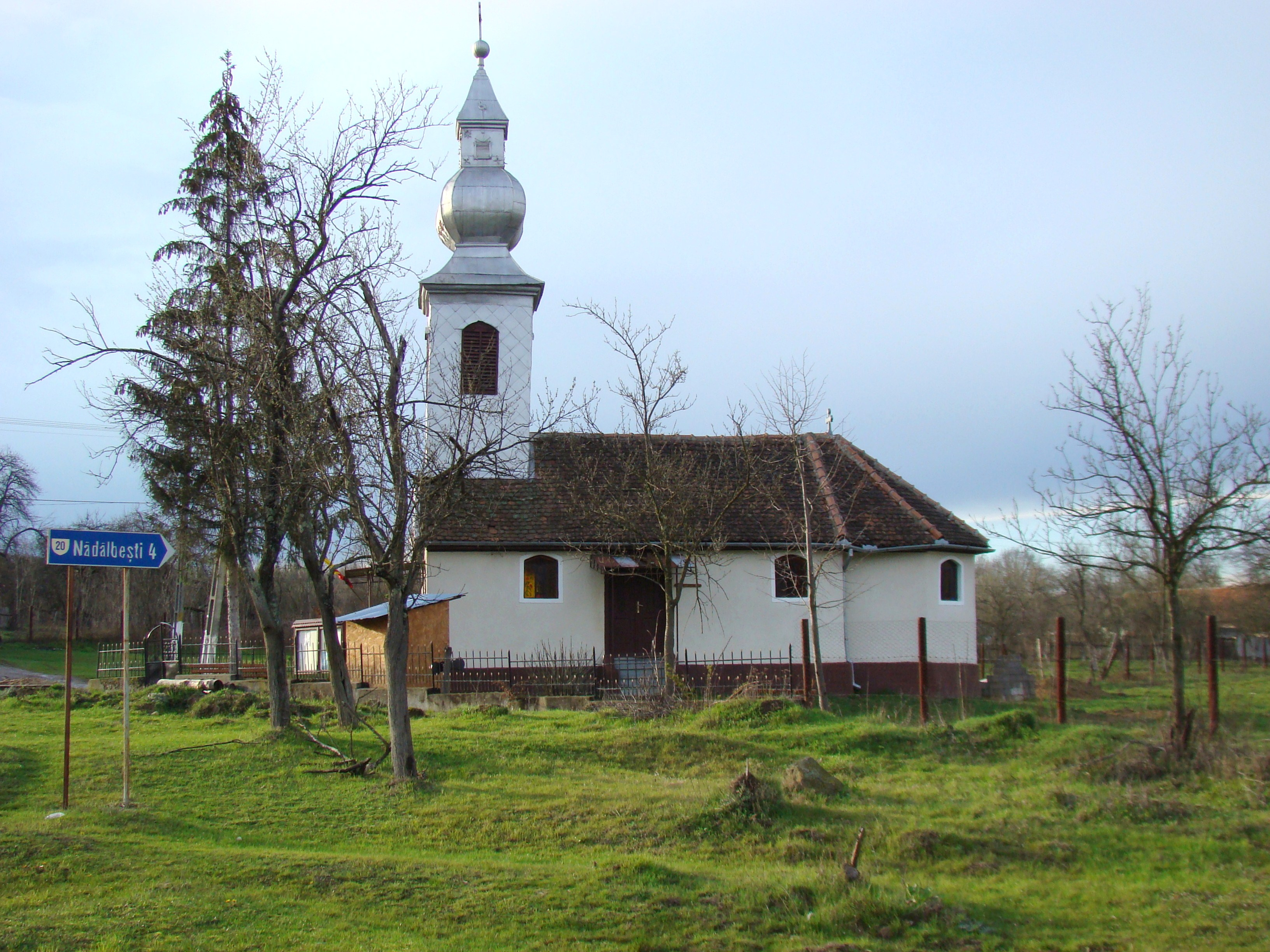
Biserica de lemn „Duminica Tuturor Sfinților” din Minead, comuna Ignești, județul Arad, foto: aprilie 2013.

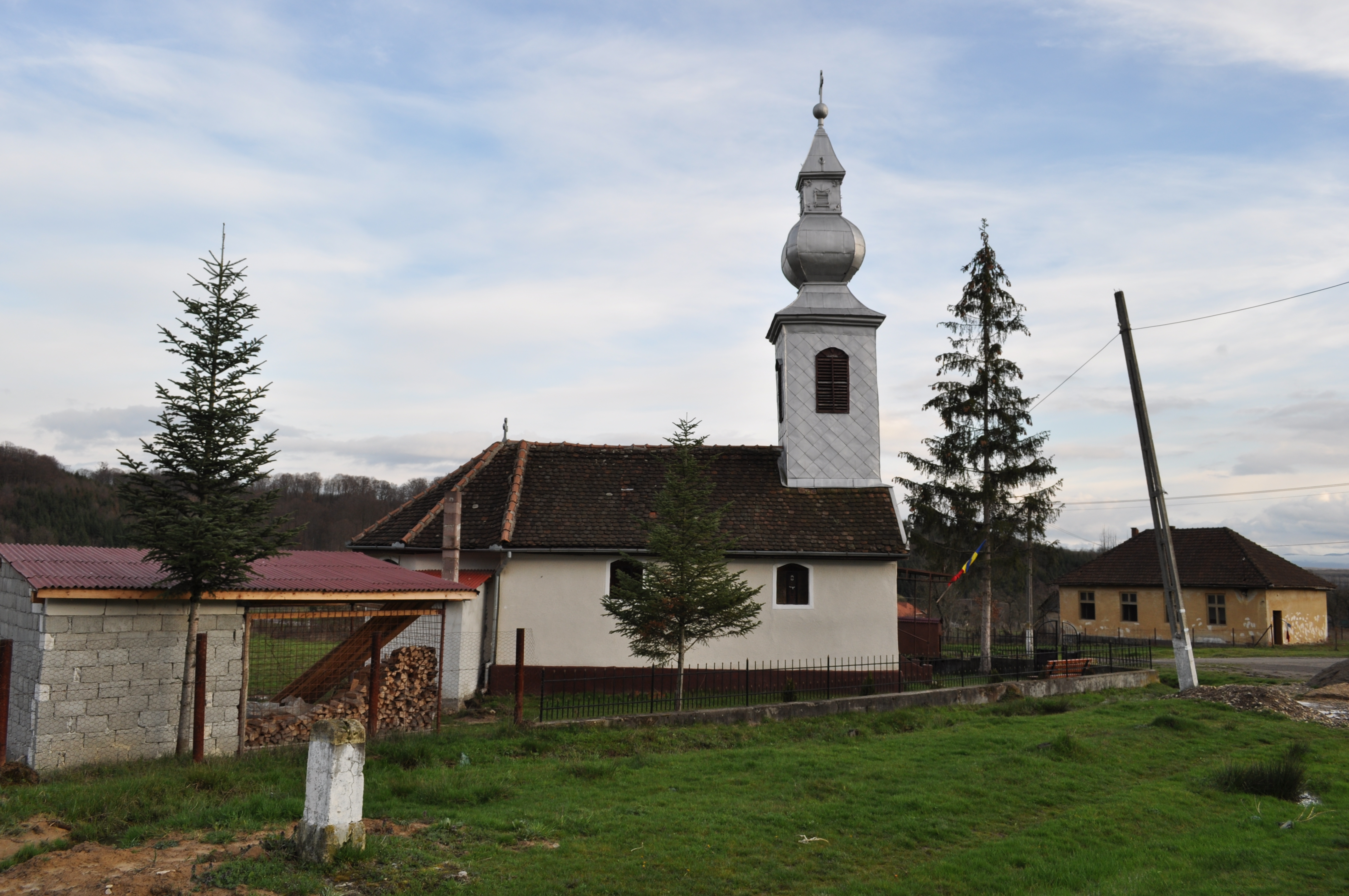
Biserica de lemn „Duminica Tuturor Sfinților” din Minead, comuna Ignești, județul Arad, foto: aprilie 2013.

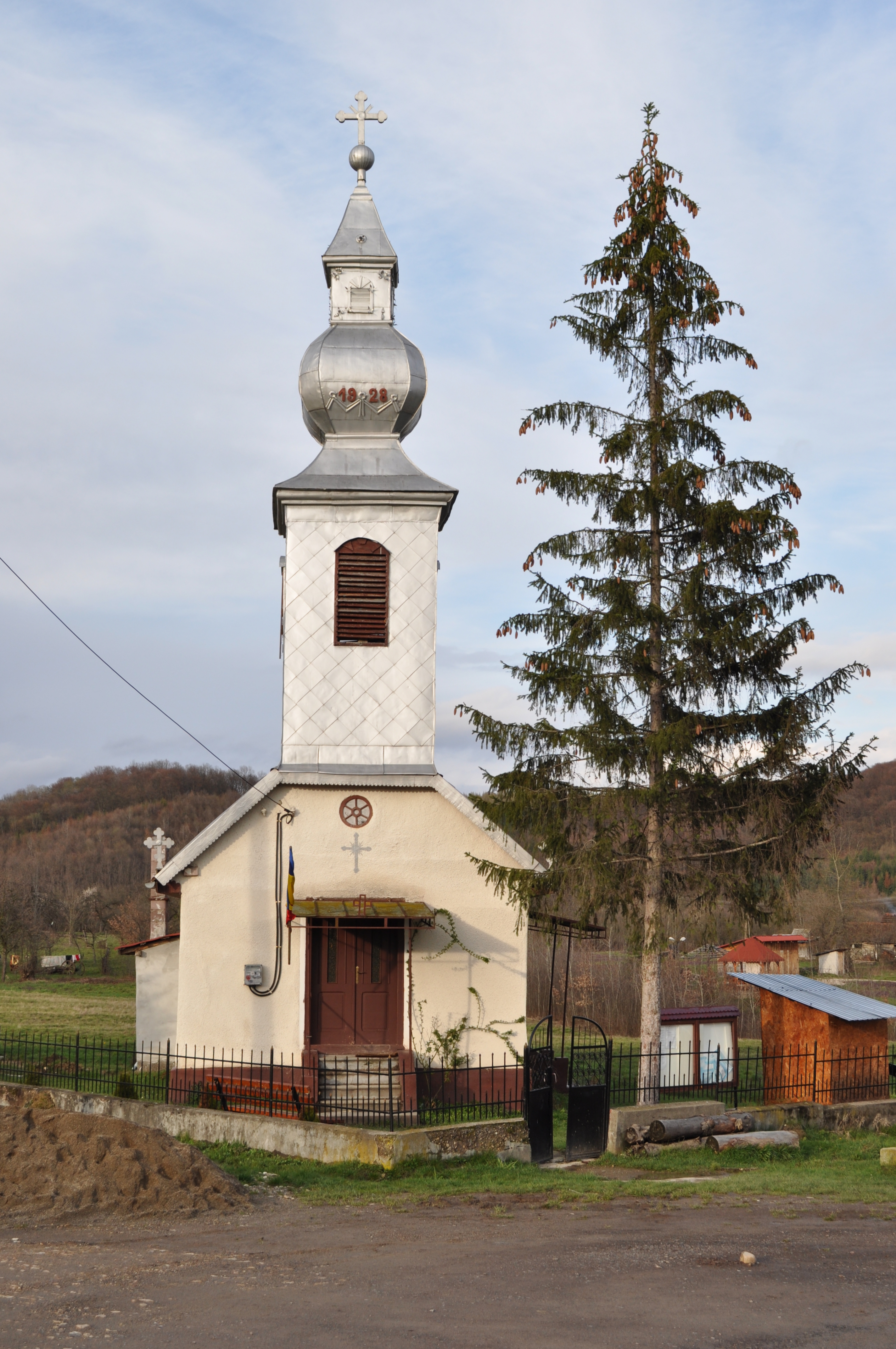
Biserica (vest)

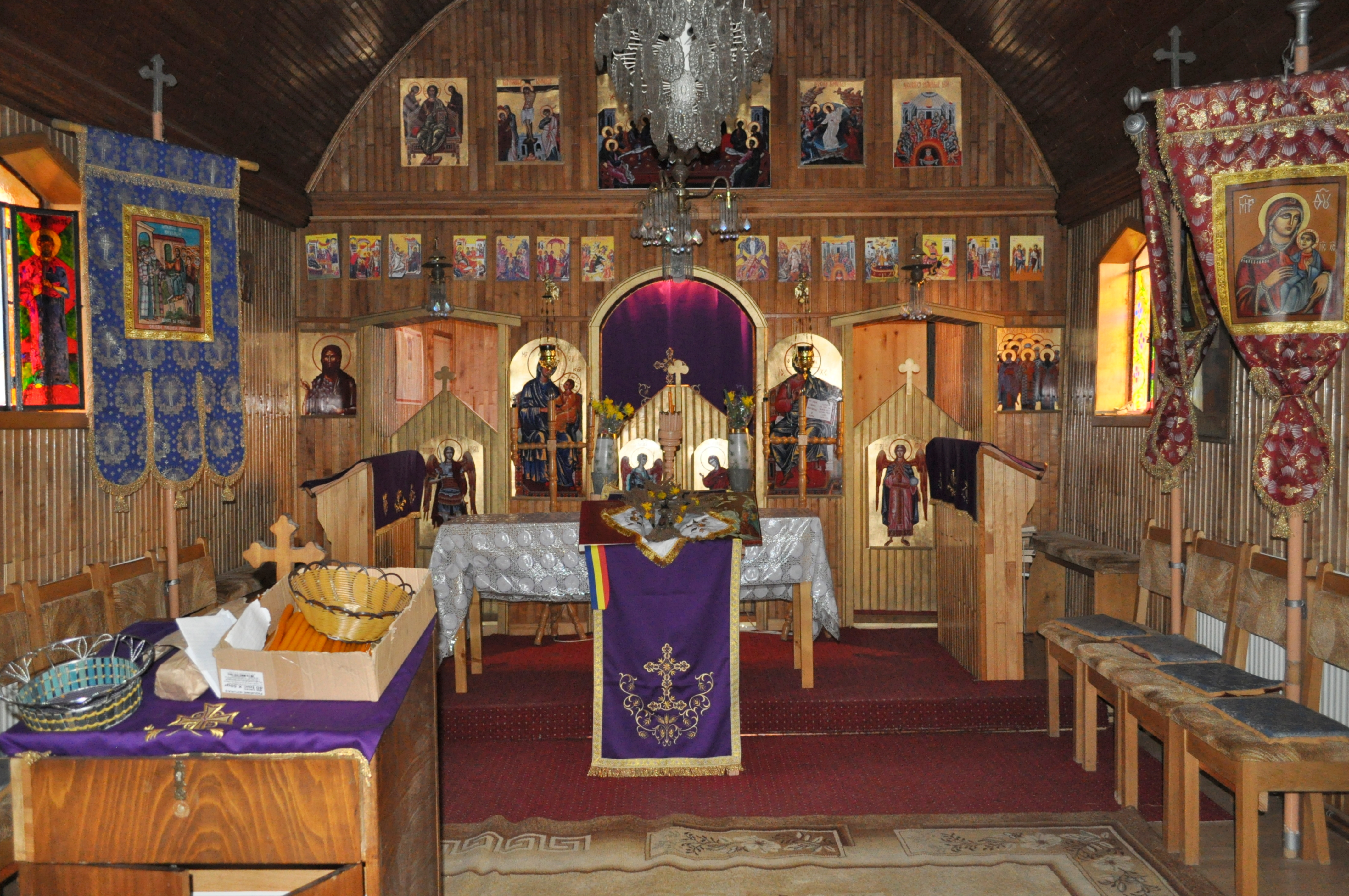
Nava spre iconostas

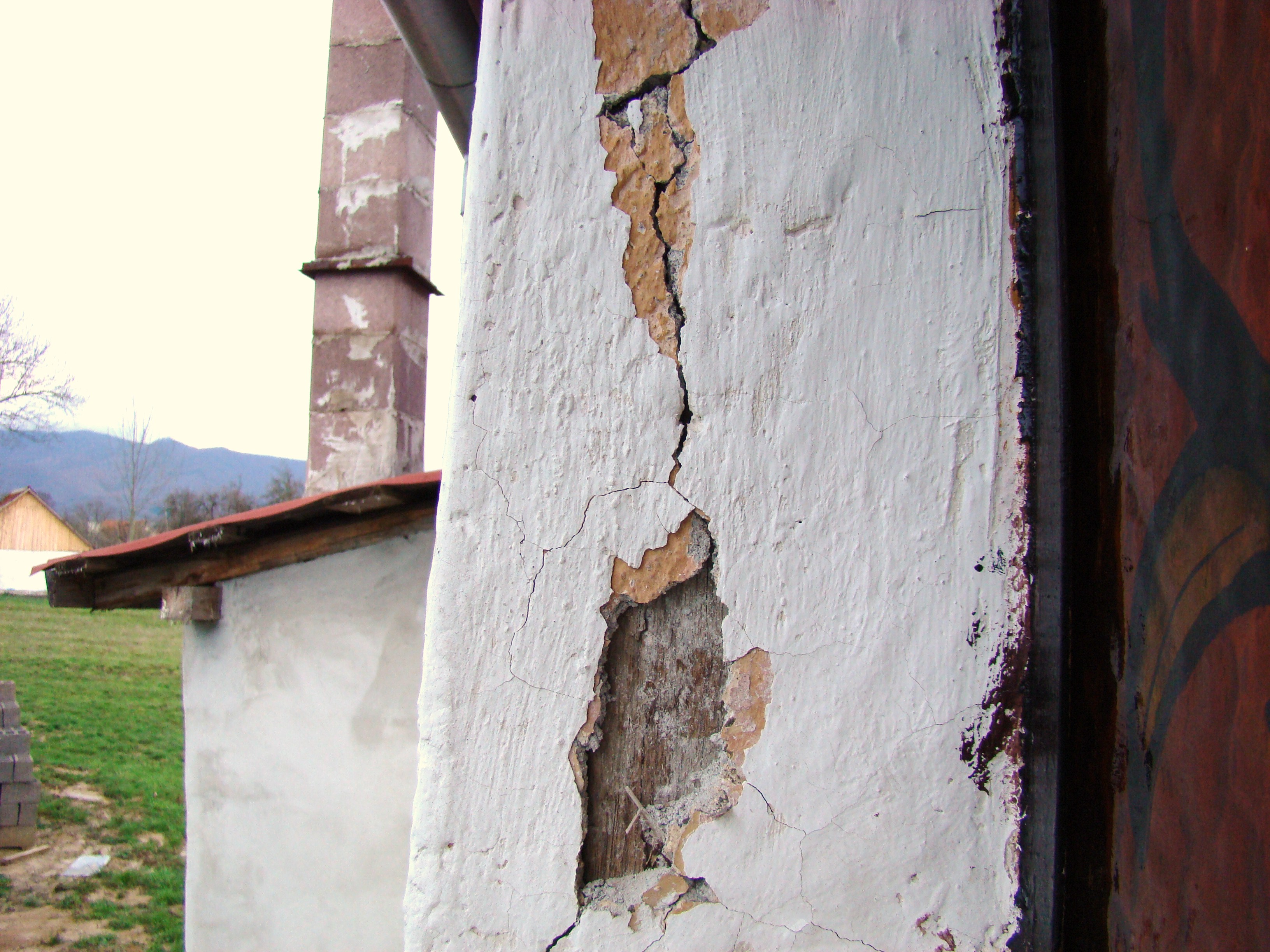
Lemn sub tencuială

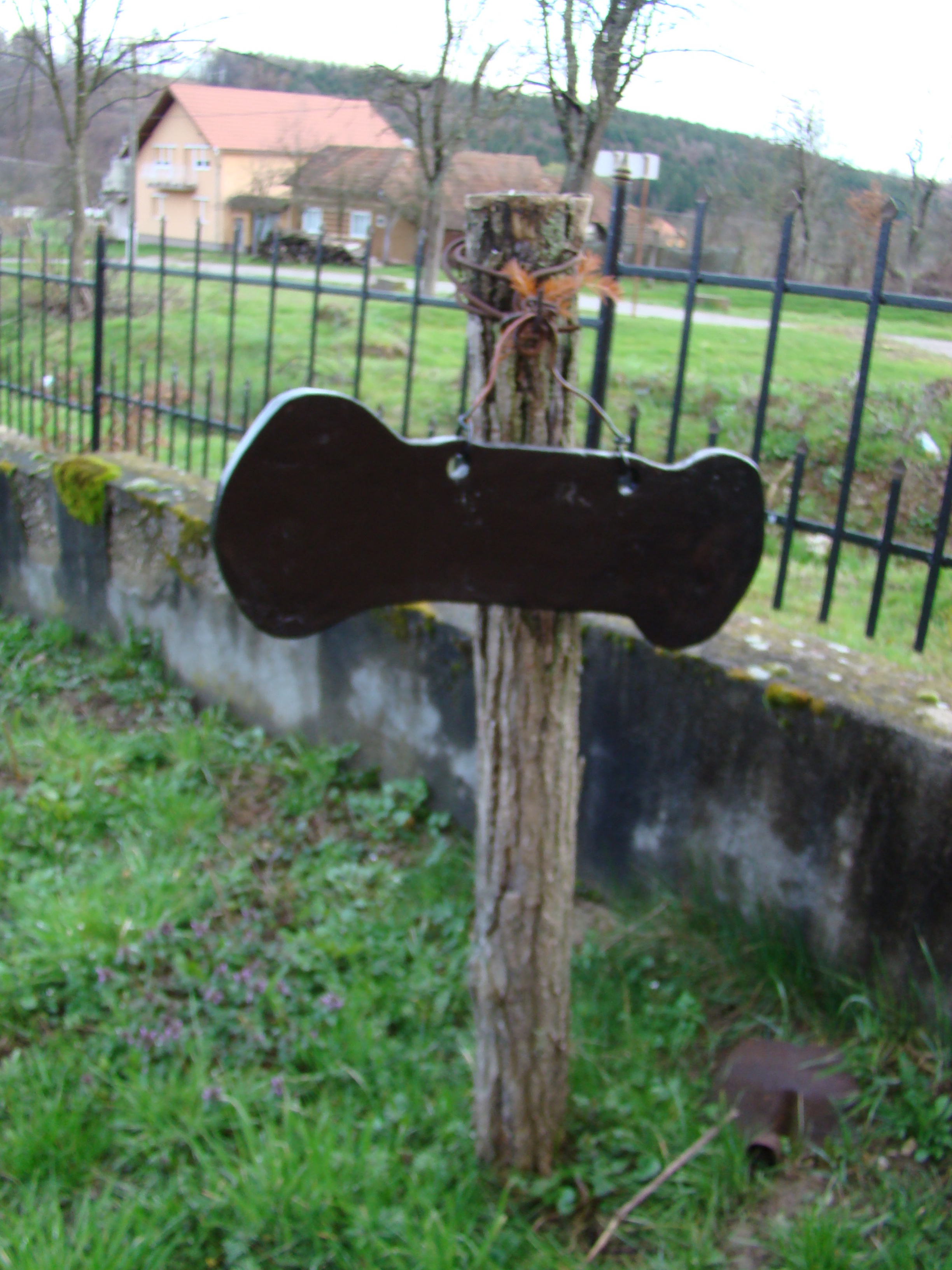
Toaca

Biserica de lemn din Minead, comuna Ignești, județul Arad a fost construită în anul 1906. Are hramul „Duminica Tuturor Sfinților”.

## Istoric și trăsături
Prima mențiune documentară a satului Minead este din anul 1619. Satul Minead aparține de comuna Ignești și este situat pe un drum care pleacă spre Munții Codru-Moma din apropierea satului Donceni, de pe drumul județean care leagă orașul Sebiș de Moneasa. Biserica din Minead cu hramul „Duminica Tuturor Sfinților” a fost construită din lemn, în anul 1906, folosind o parte din bârnele bisericii vechi, care a fost demolată. Ctitoria anterioară fusese sfințită în anul 1831 și avusese hramul „Pogorârea Sfântului Duh". Ea fusese precedată tot de o biserică de lemn, amplasată pe „Dealul Morminților" și construită în prima jumătate a secolului al XVIII-lea.
Biserica din satul Minead este ridicată în mijlocul satului, a fost renovată în anul 1925 și sfințită de către Episcopul Aradului - Dr. Grigore Comșa.
A fost ridicată prin contribuția credincioșilor din localitate, la stăruința și îndemnul preotului Ioan Munteanu care a contribuit și el cu o sumă însemnată. Ulterior biserica de lemn cu chirpici, a fost consolidată în exterior, fiind tencuită și zugrăvită, iar interiorului bisericii i s-a conferit un aspect deosebit prin lambriurile de brad, ce au fost aplicate integral atât pe pereții laterali cât și pe bolta semicilindrică.

## Imagini din interior

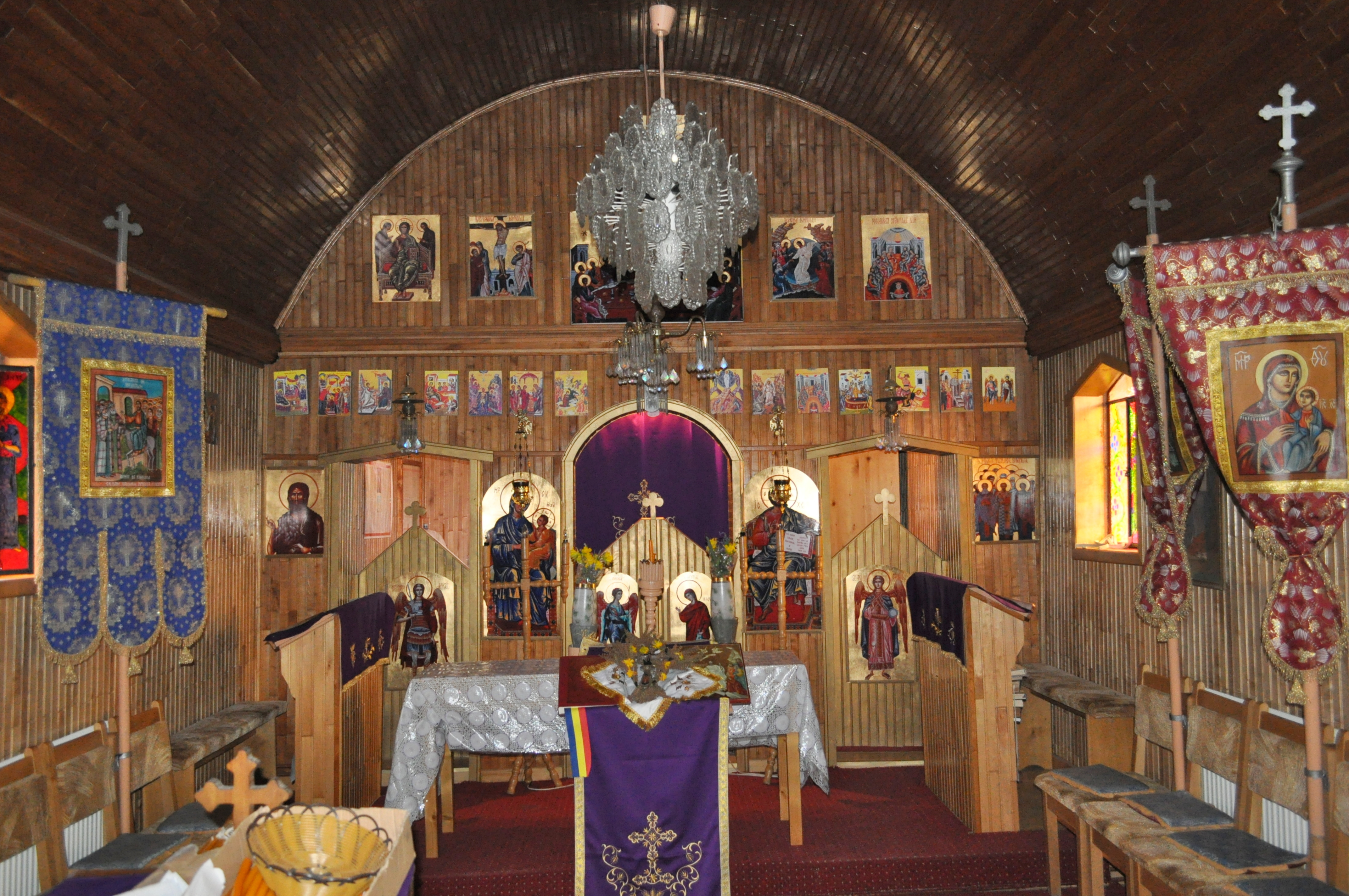
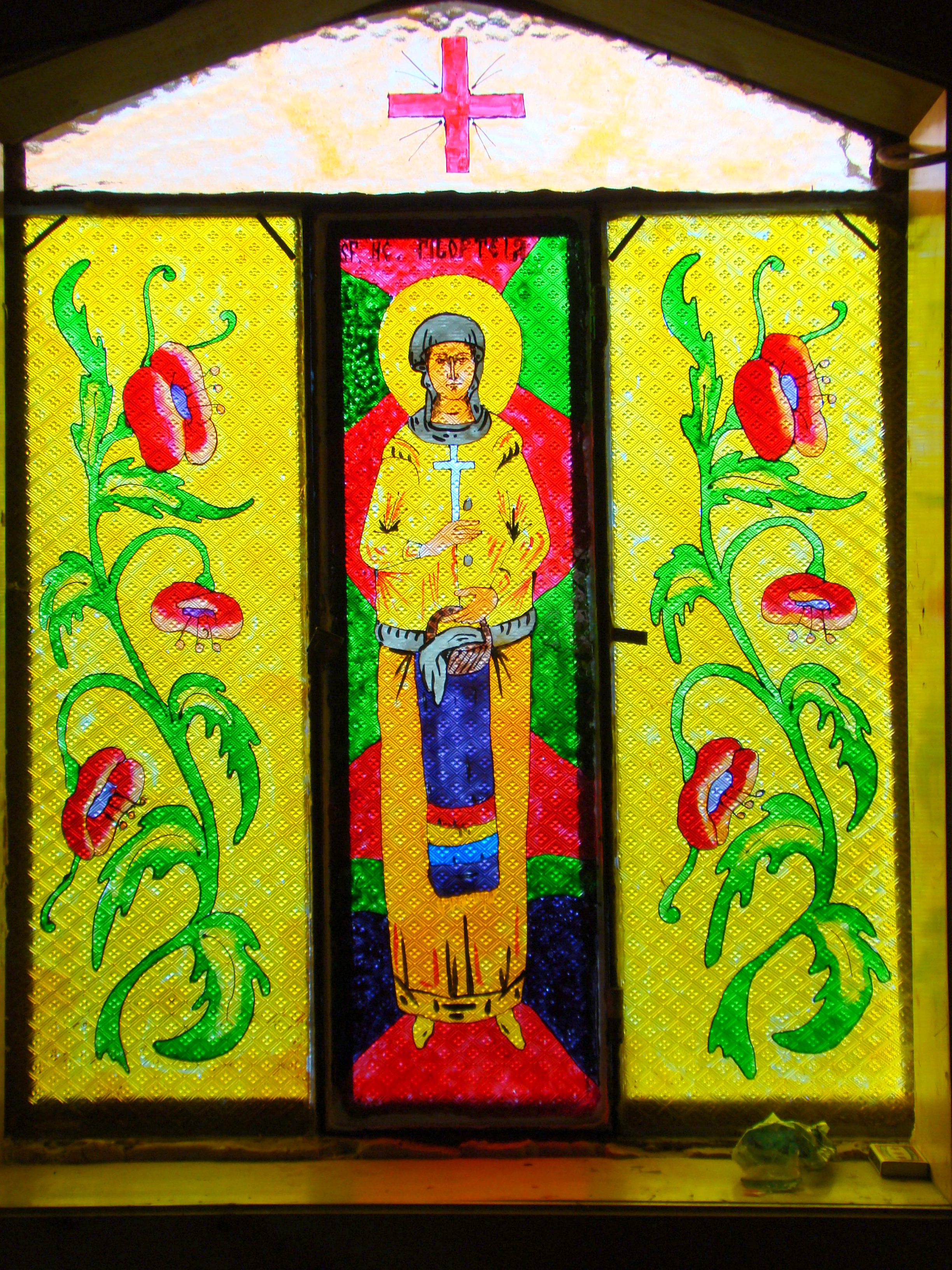
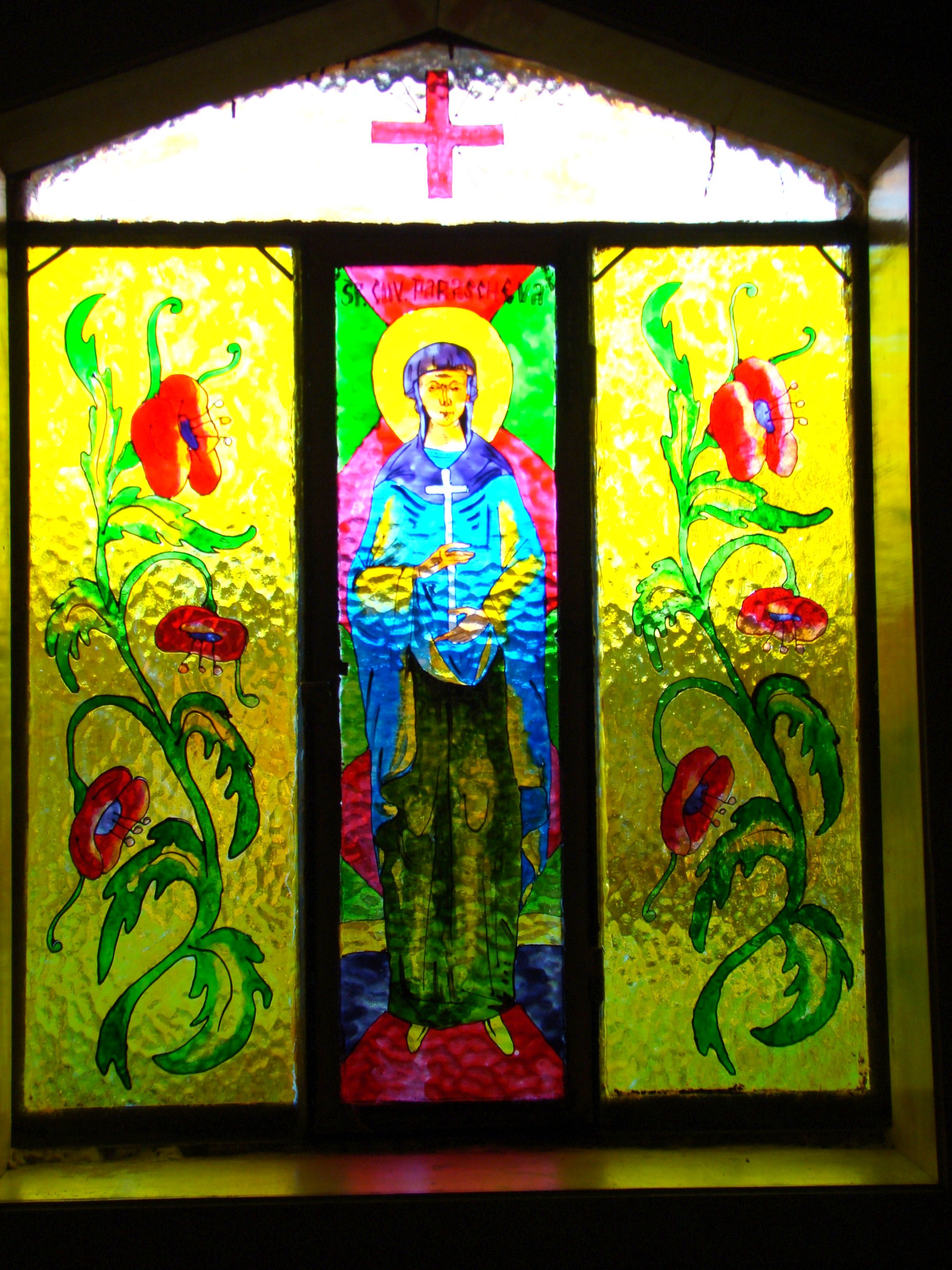
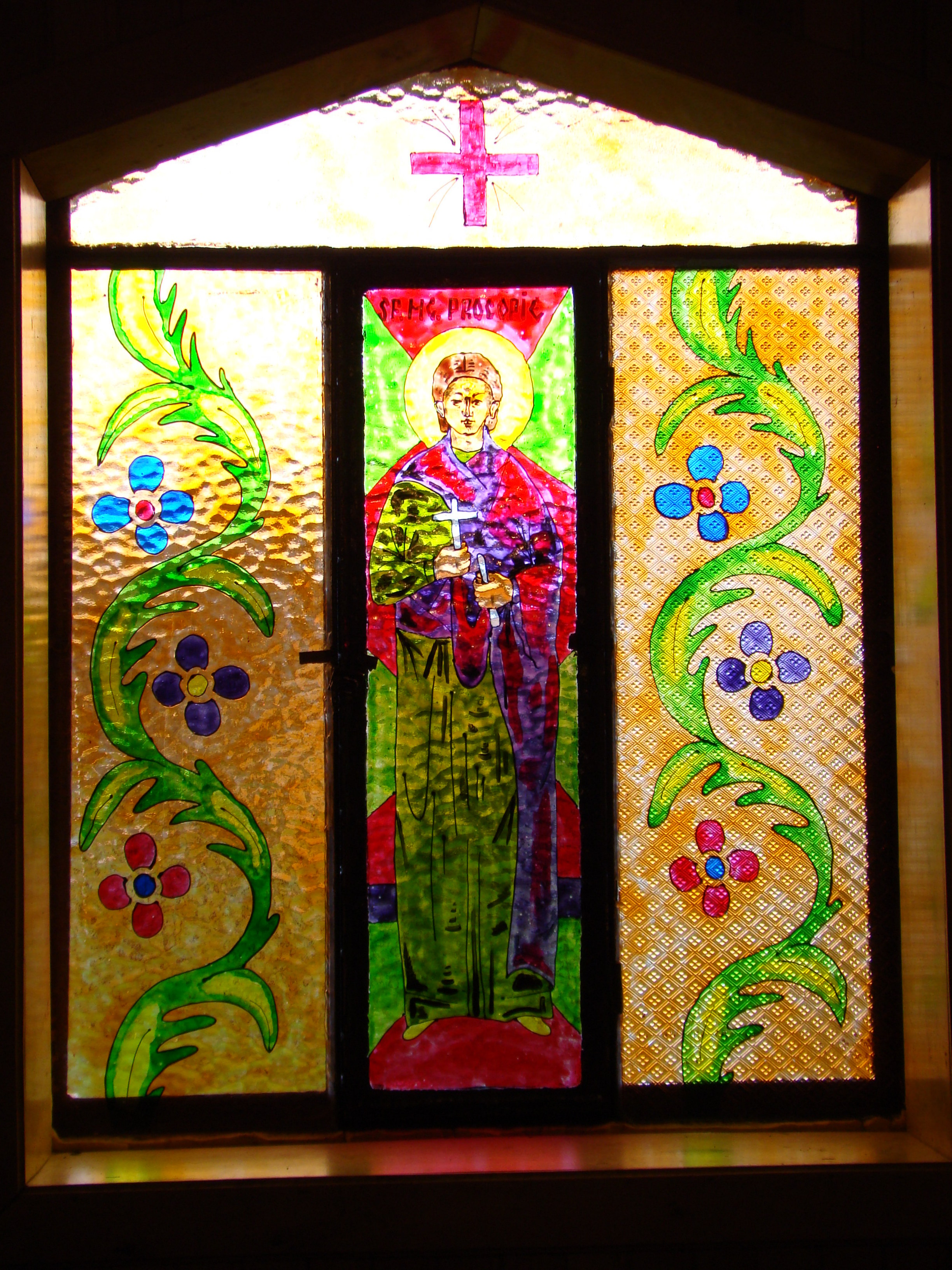
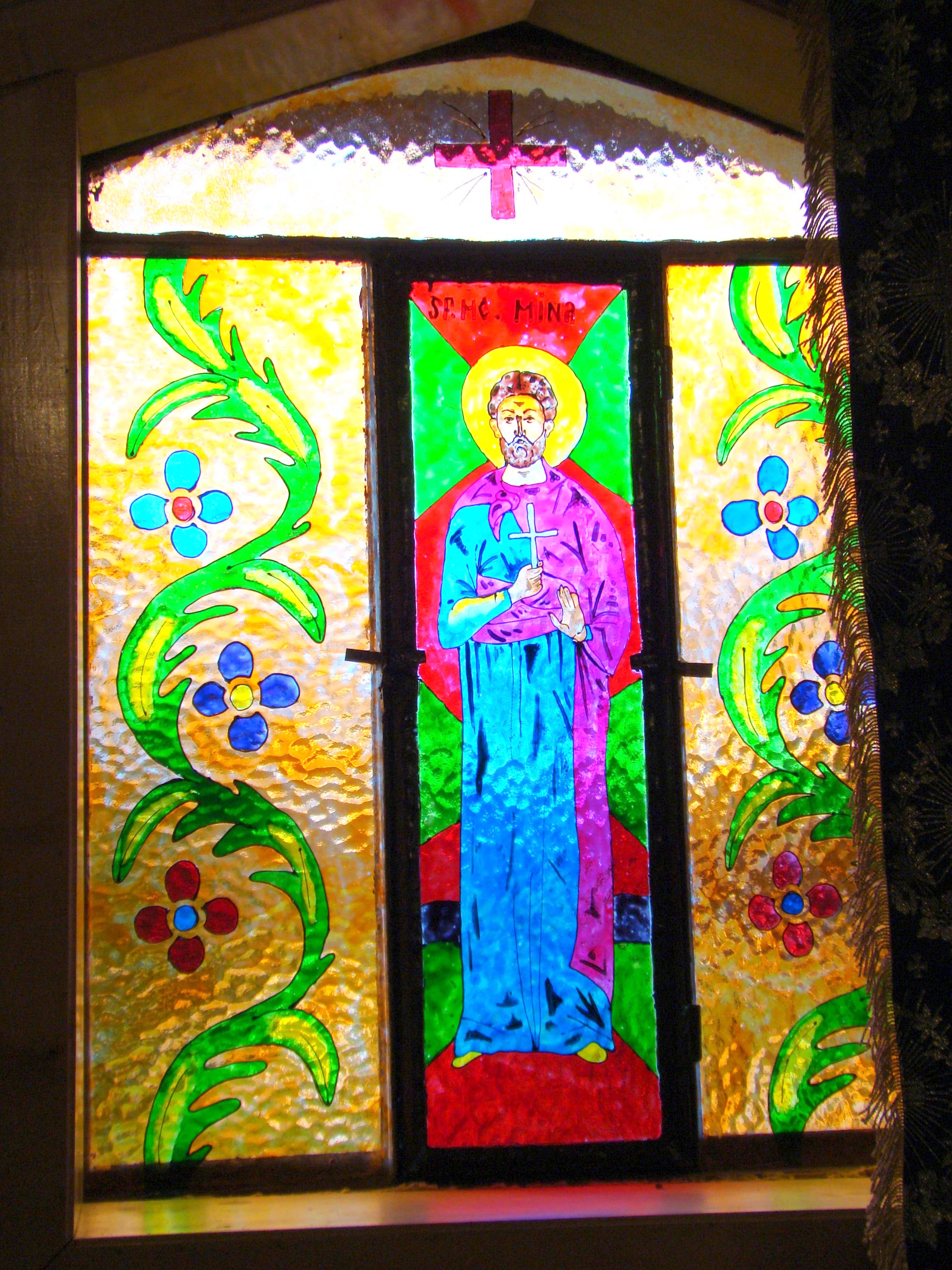
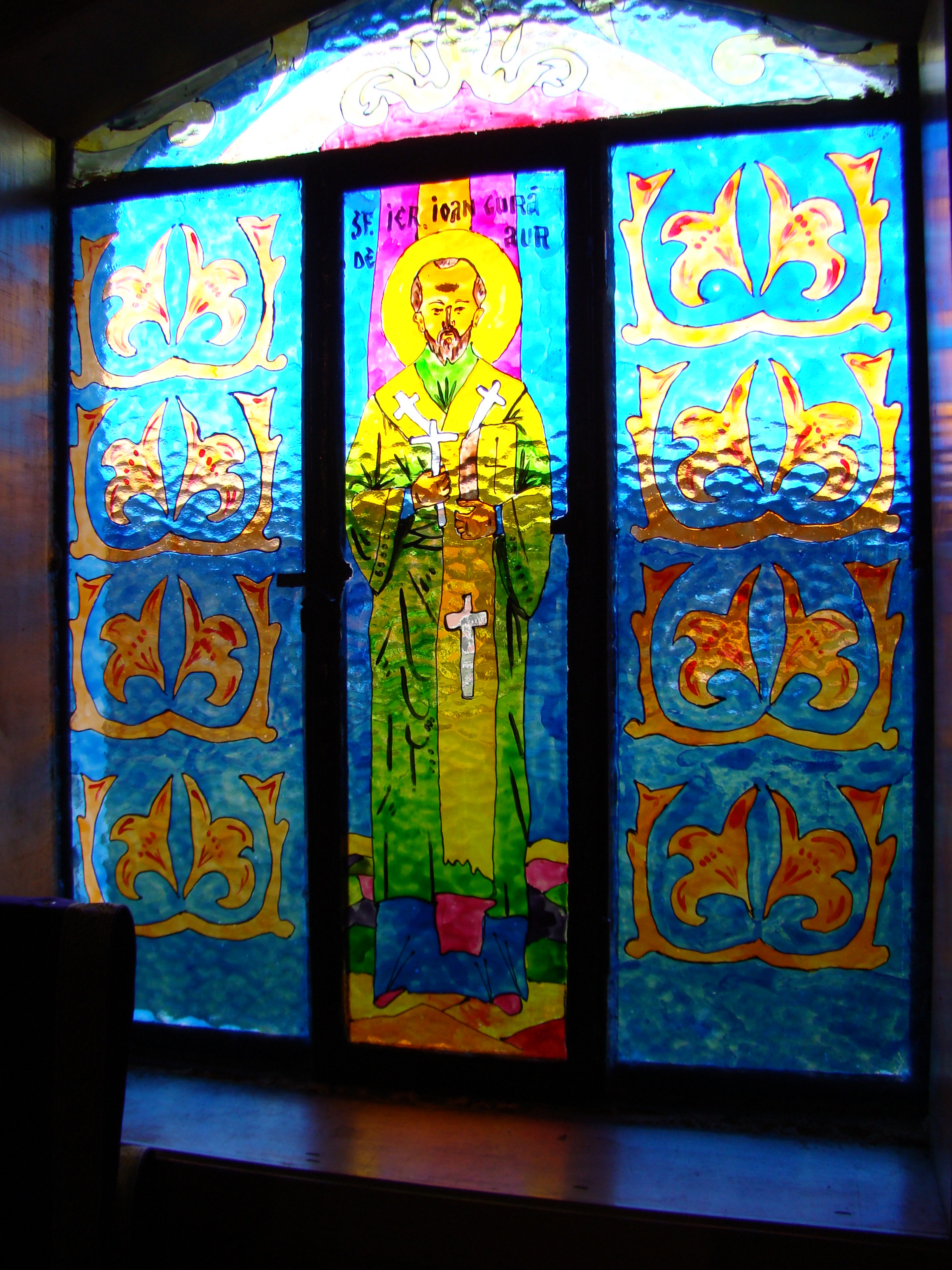
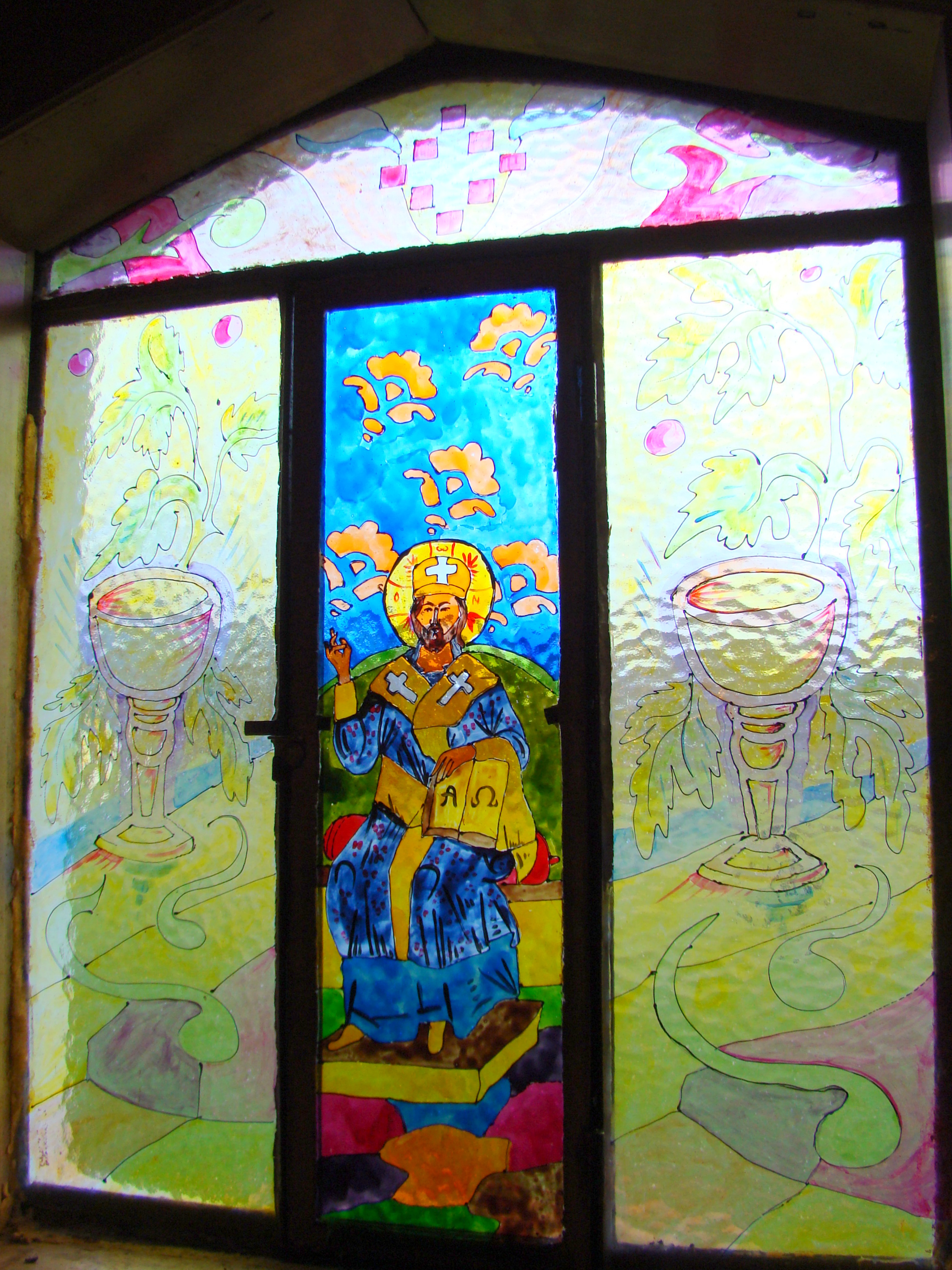
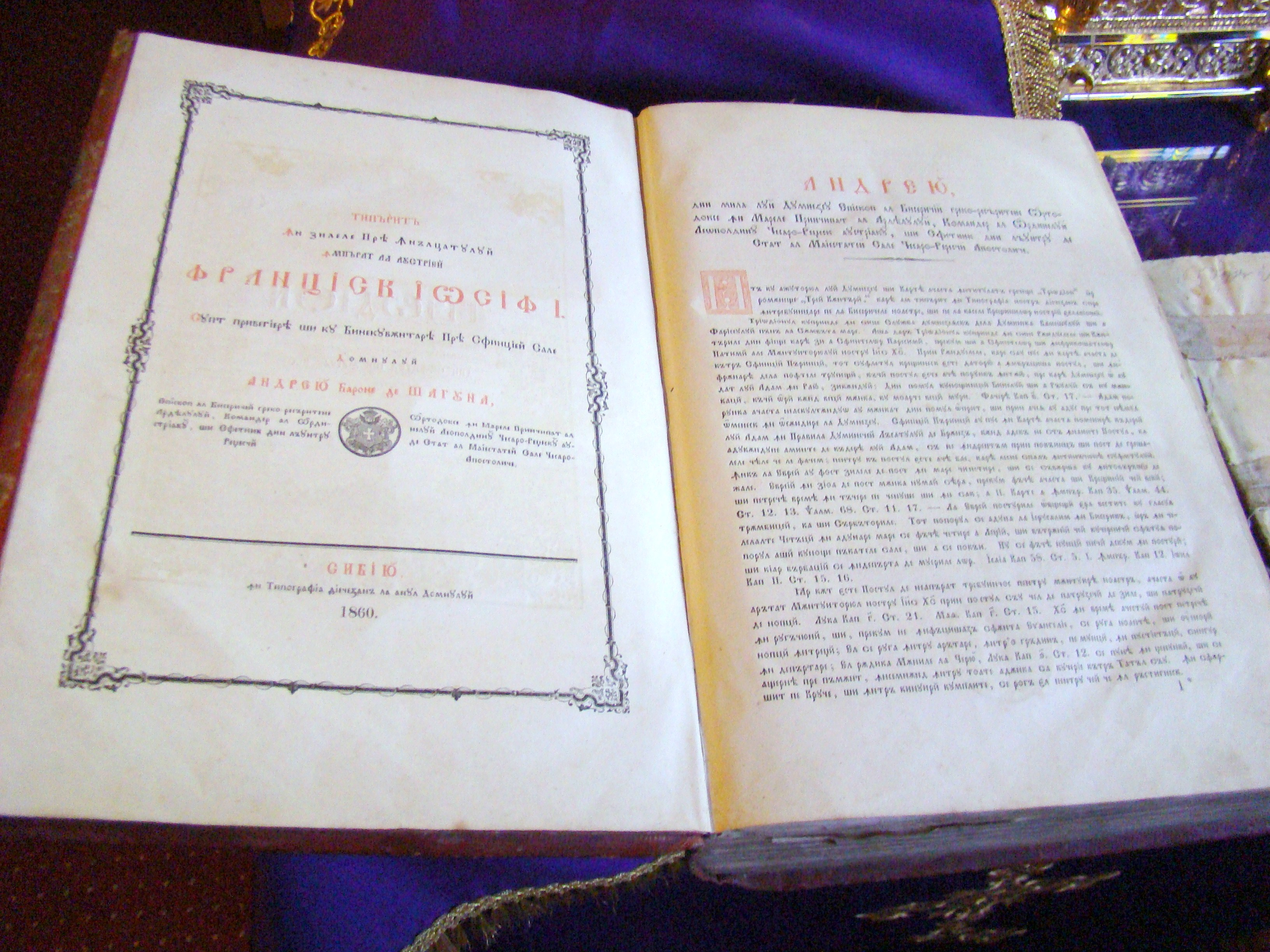
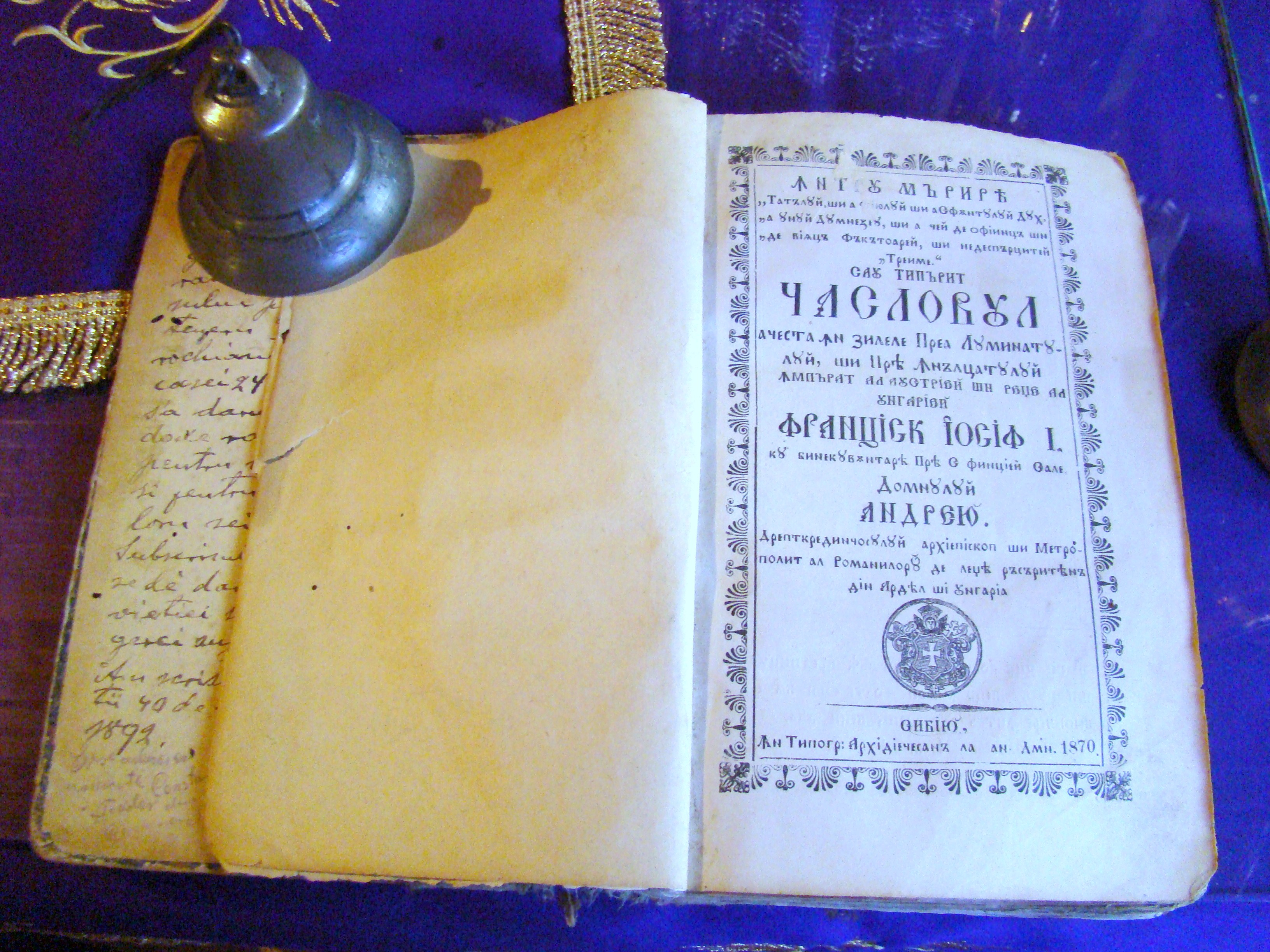
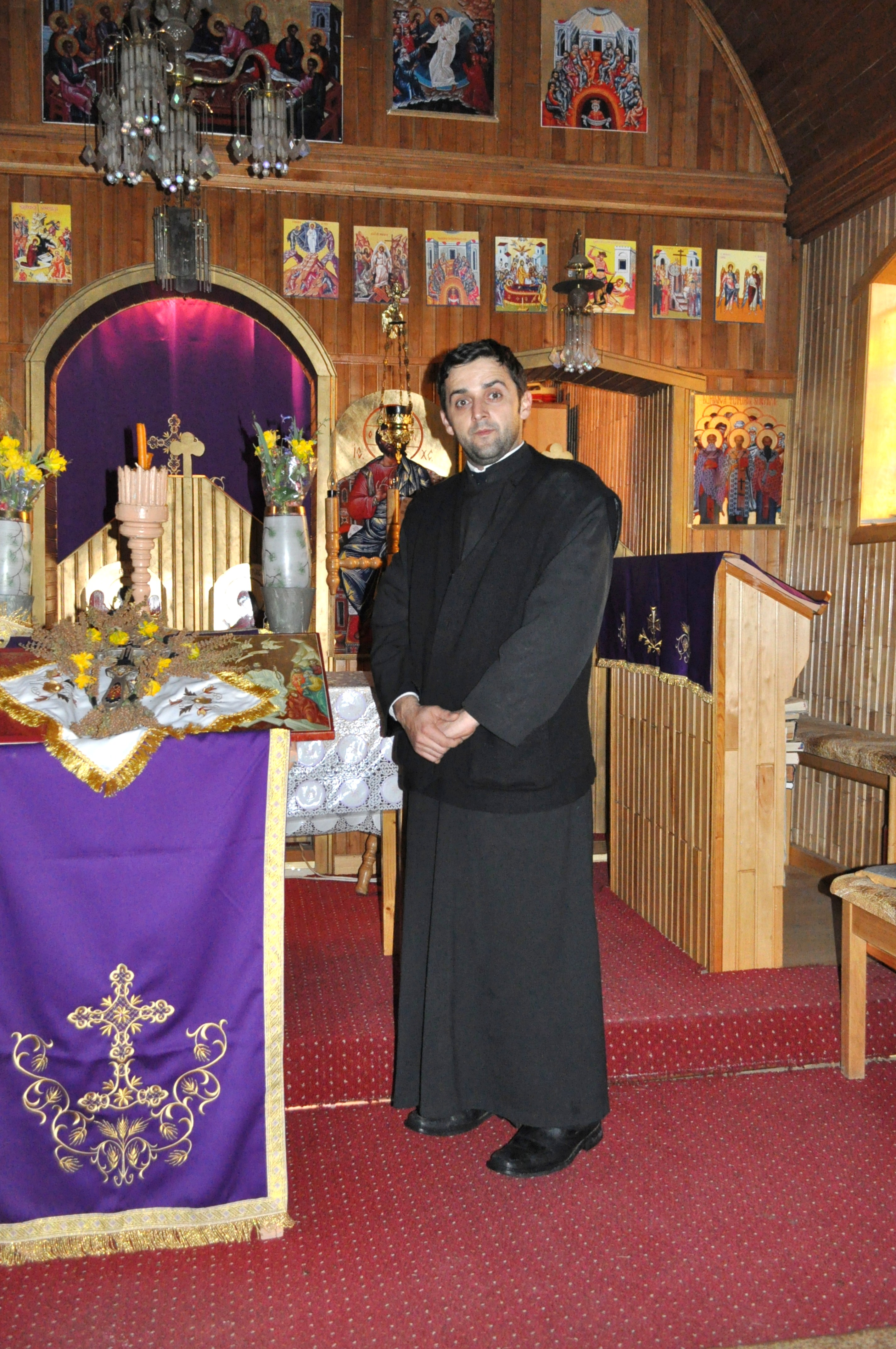
preotul paroh Herbei Valentin-Nicu

## Imagini din exterior

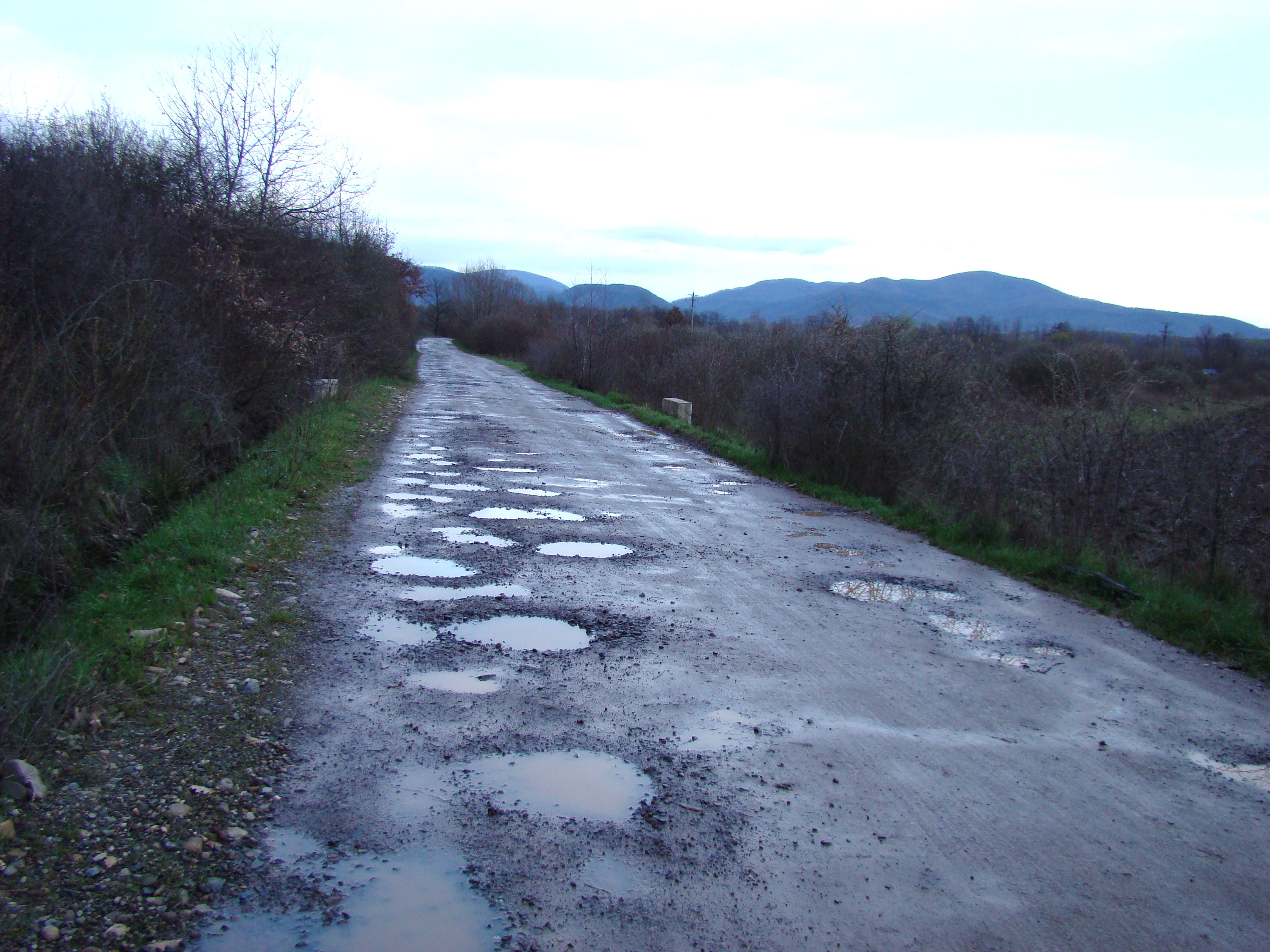
Drumul Donceni-Minead
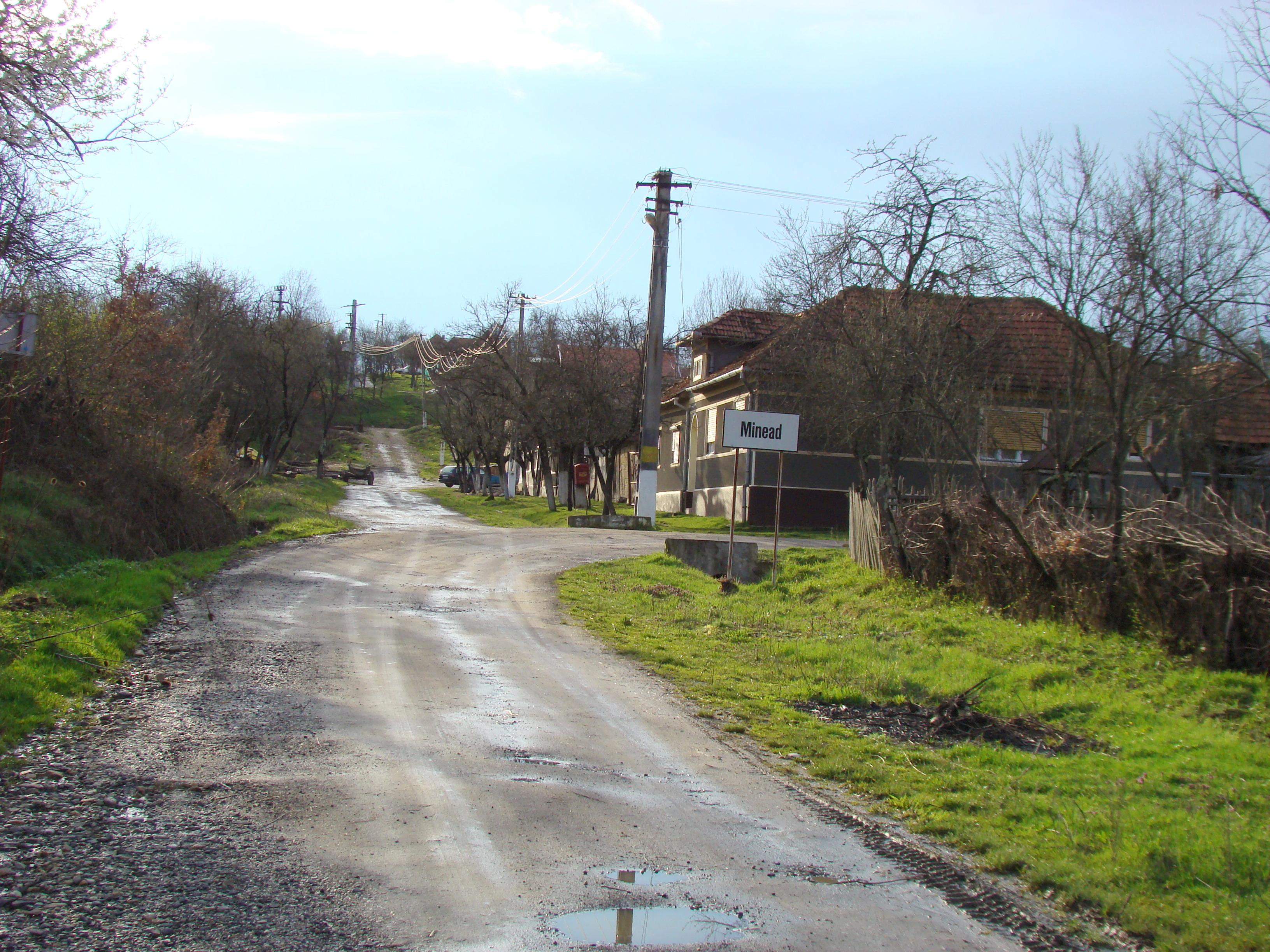
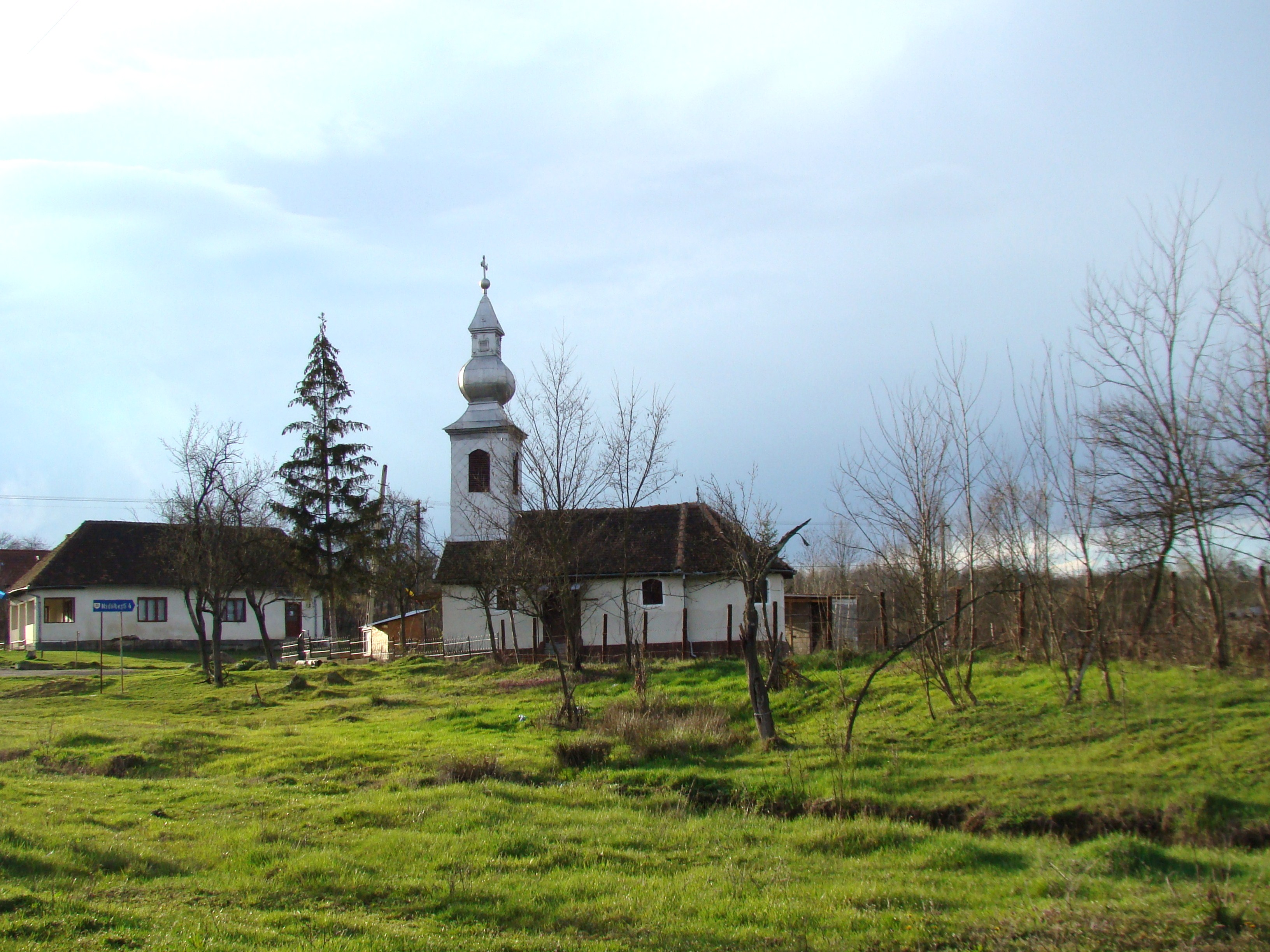
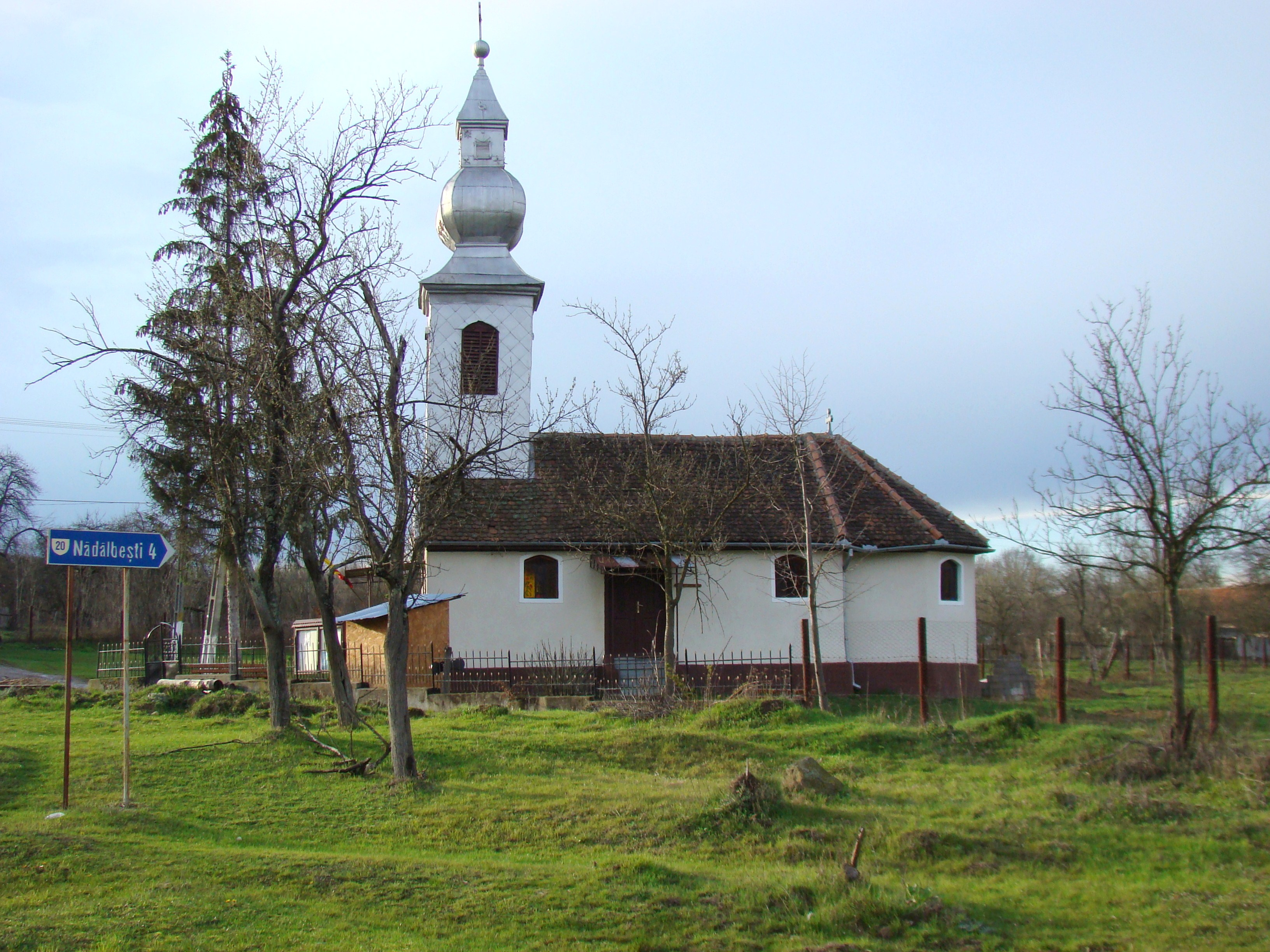
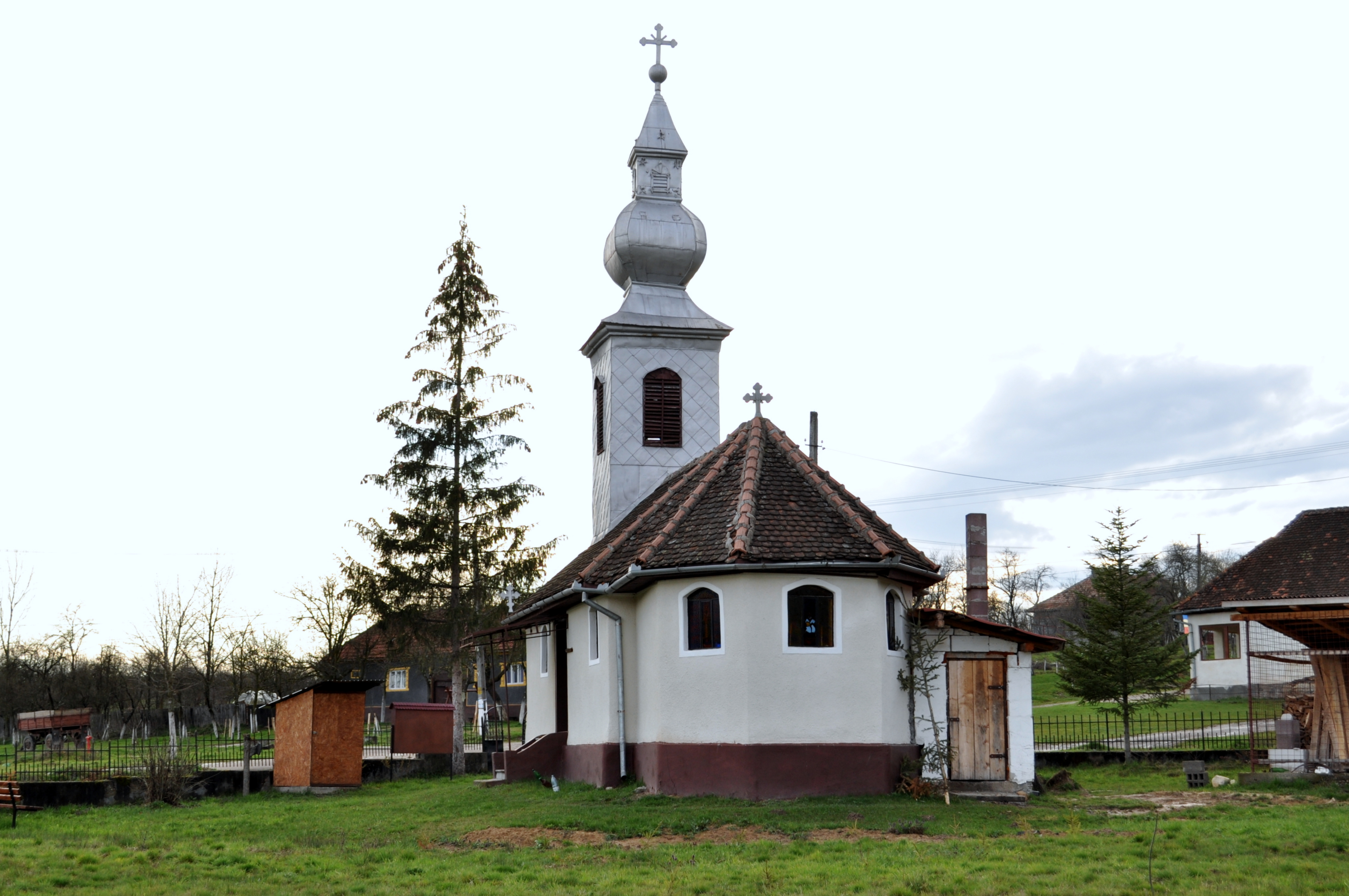
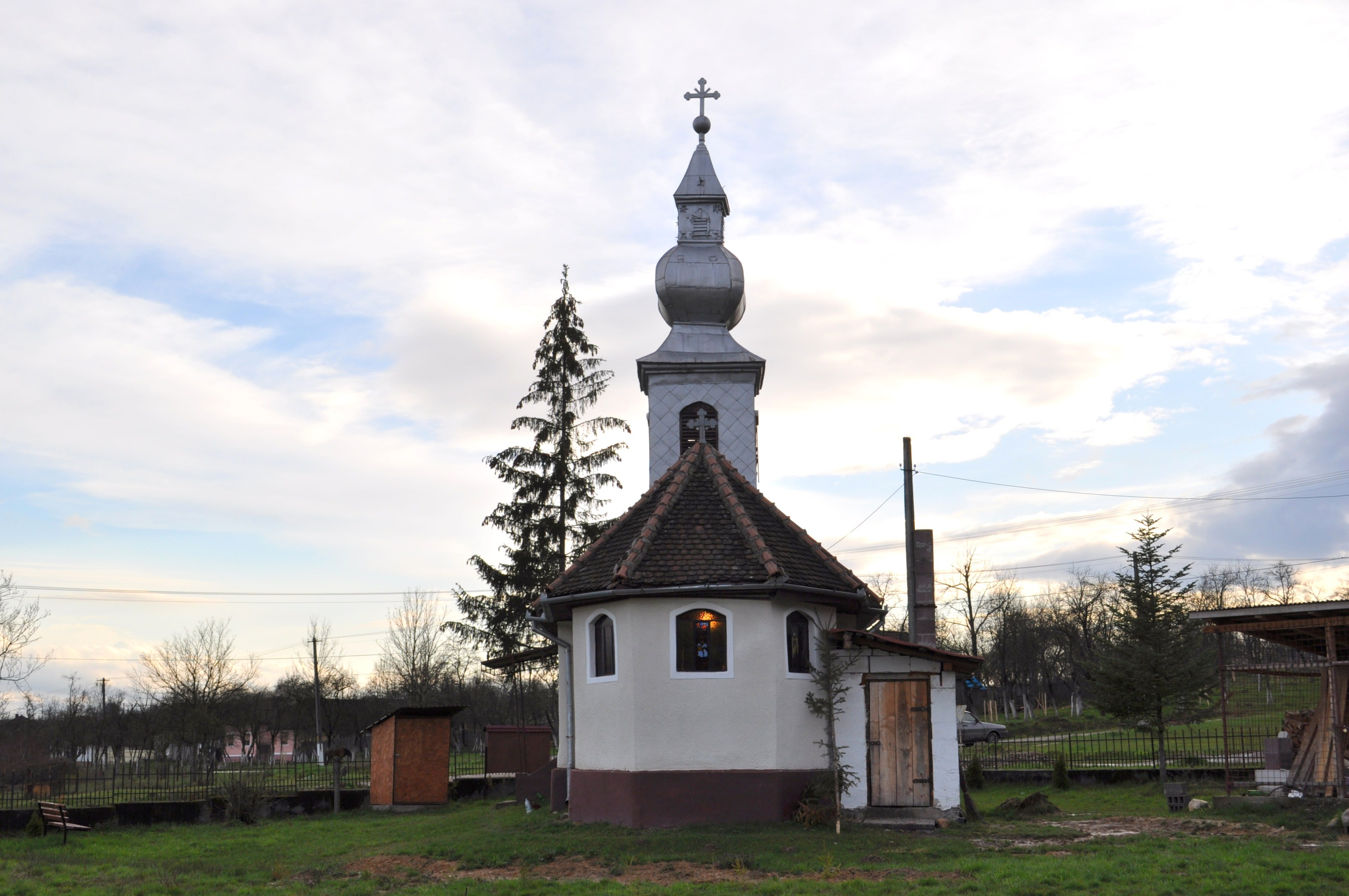
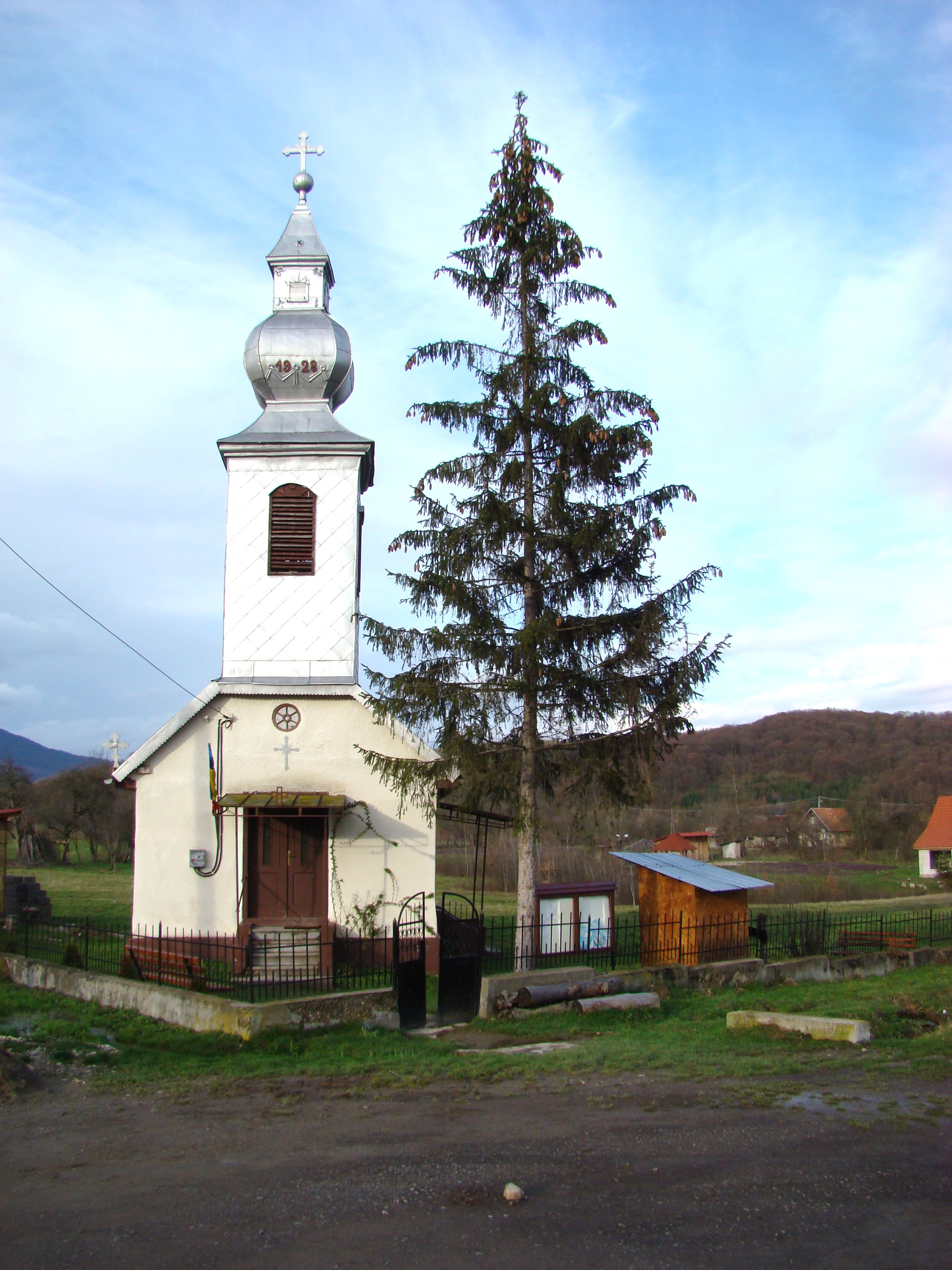
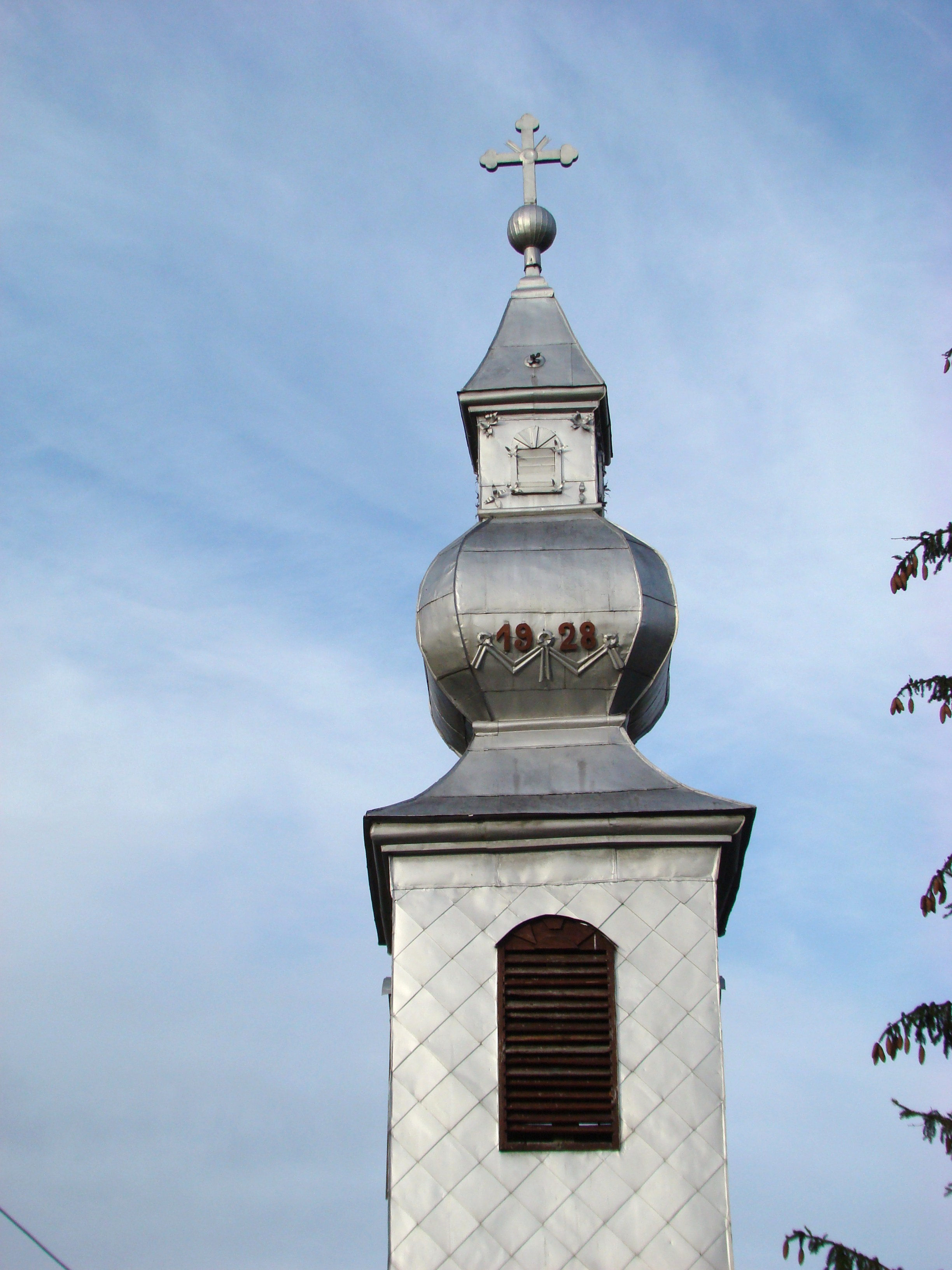
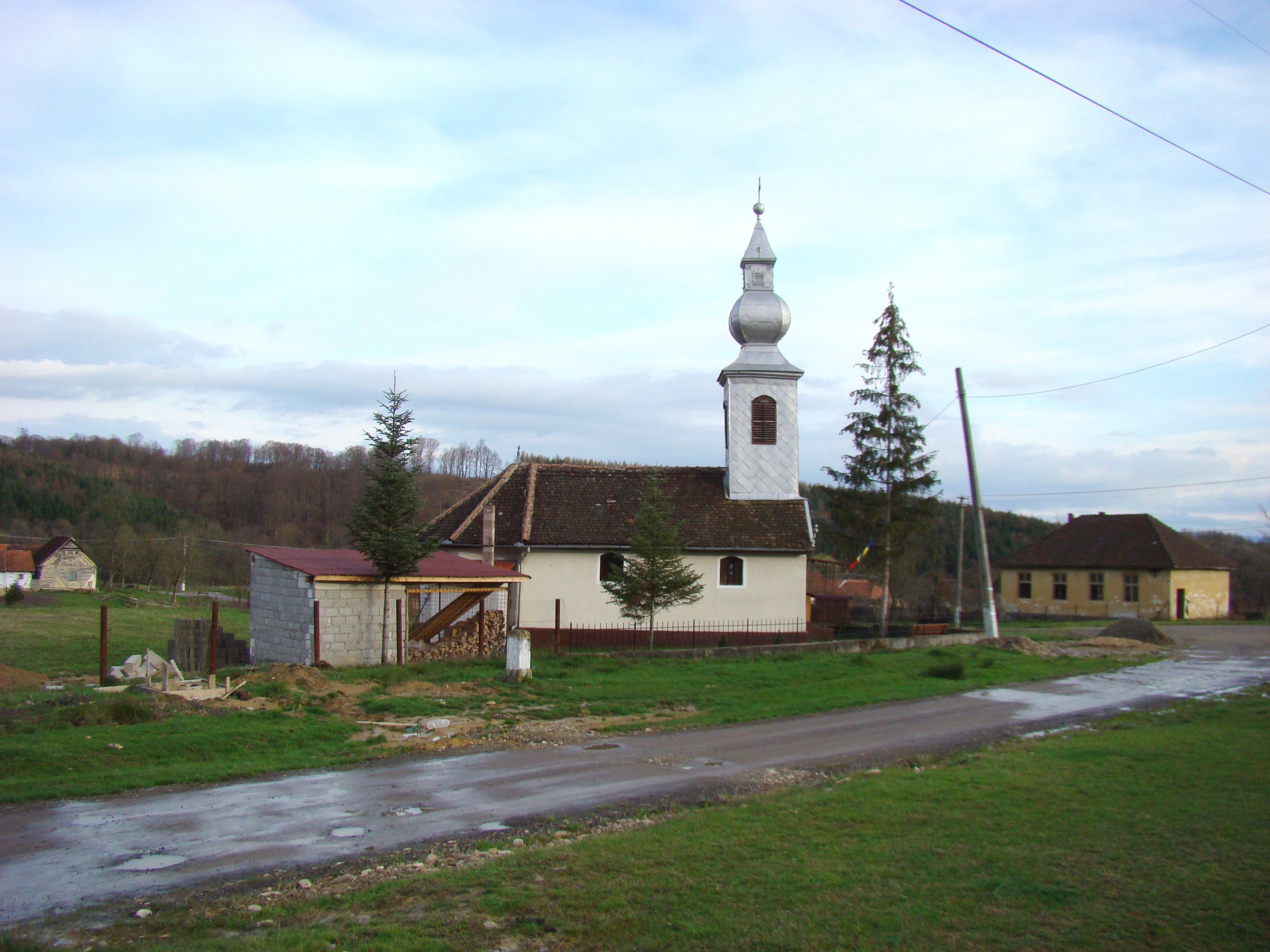
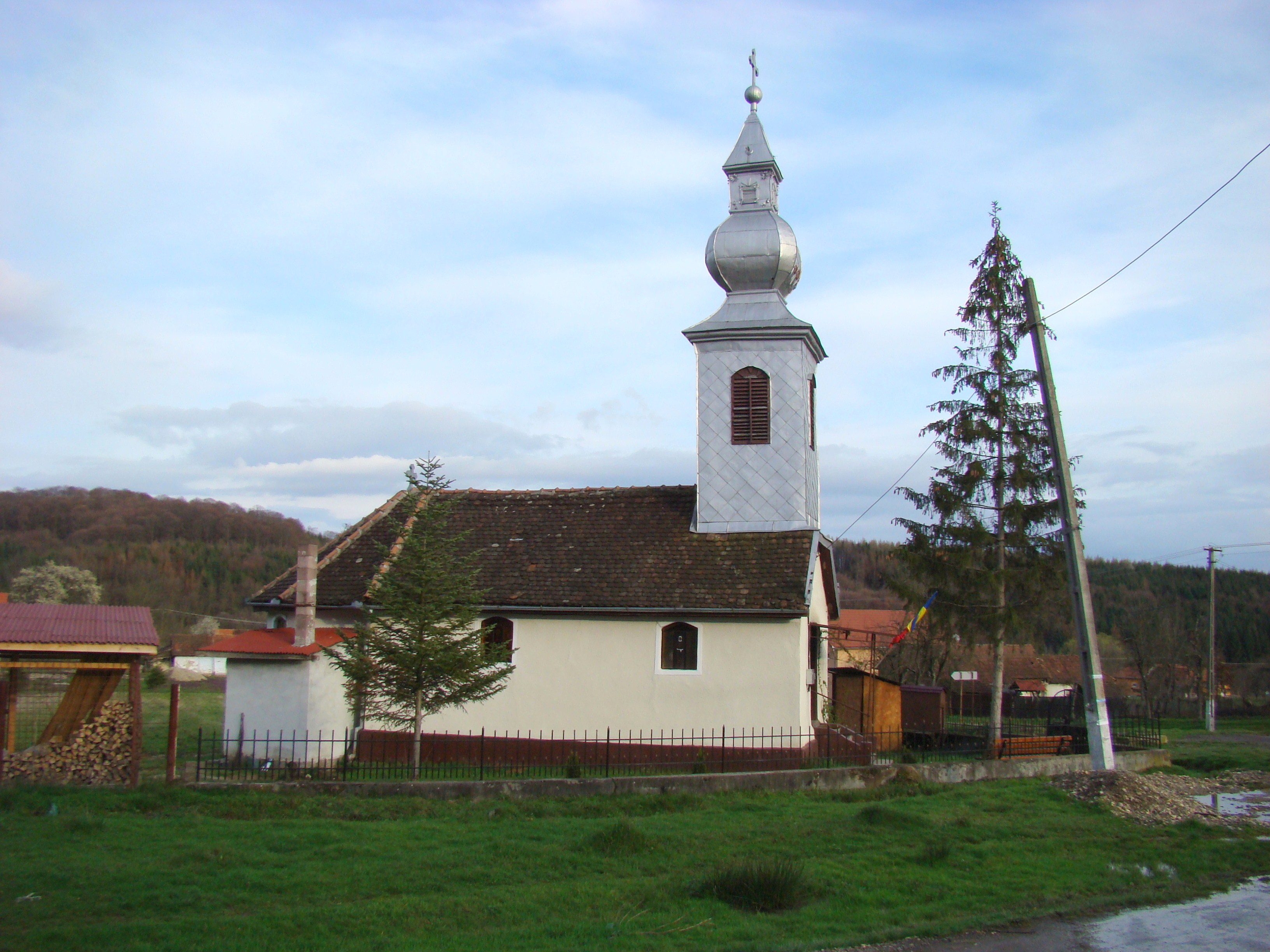
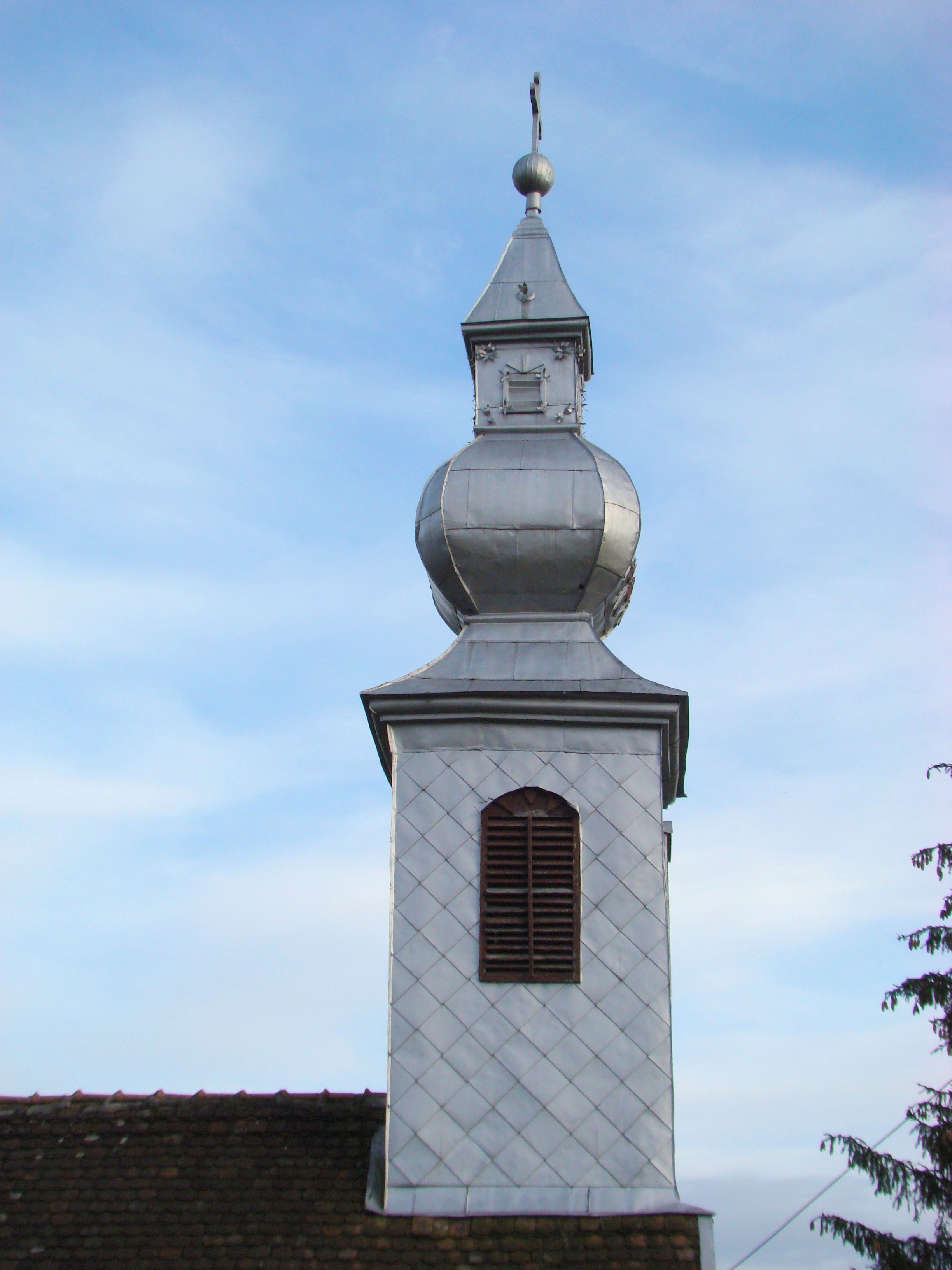
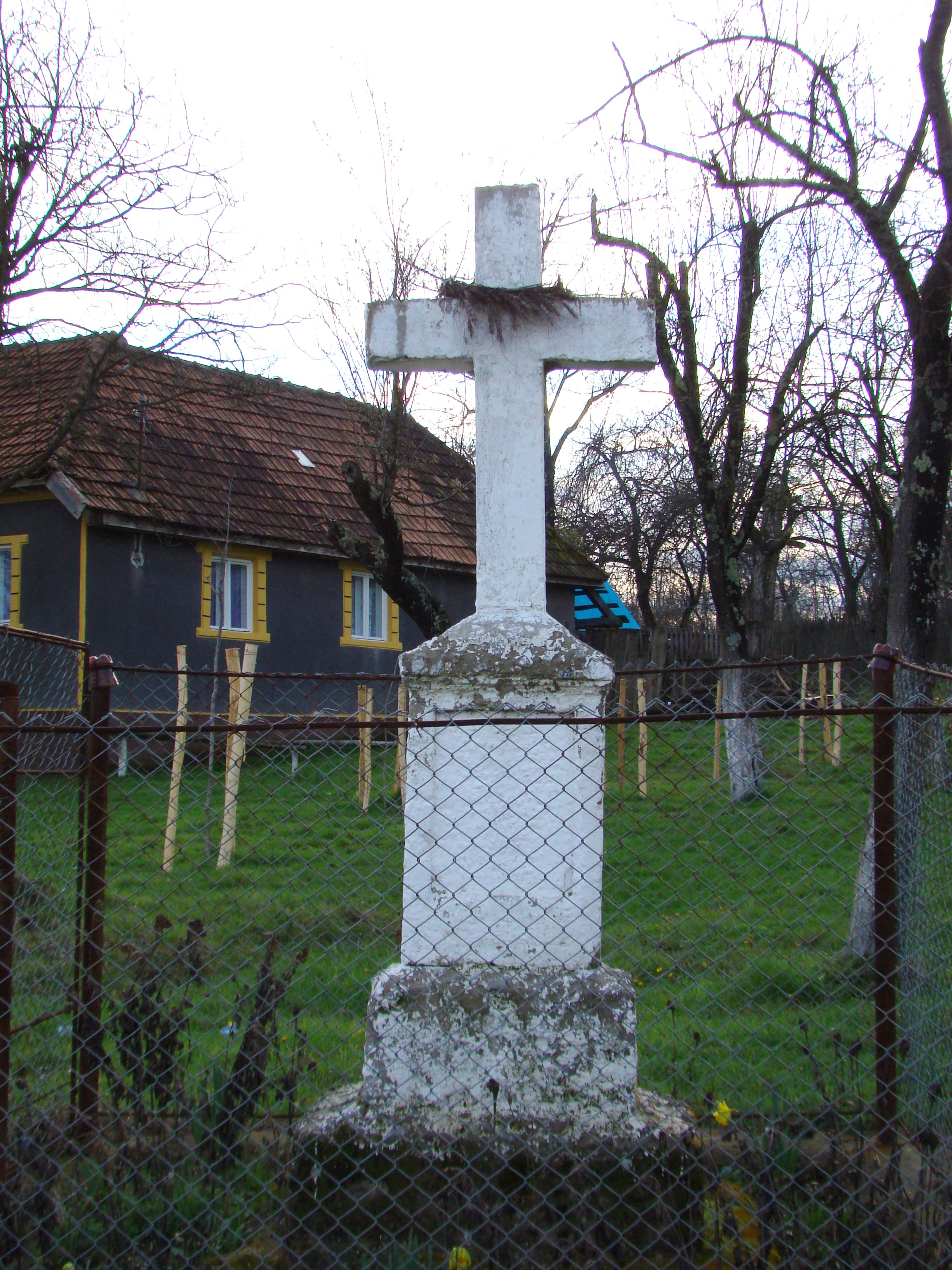
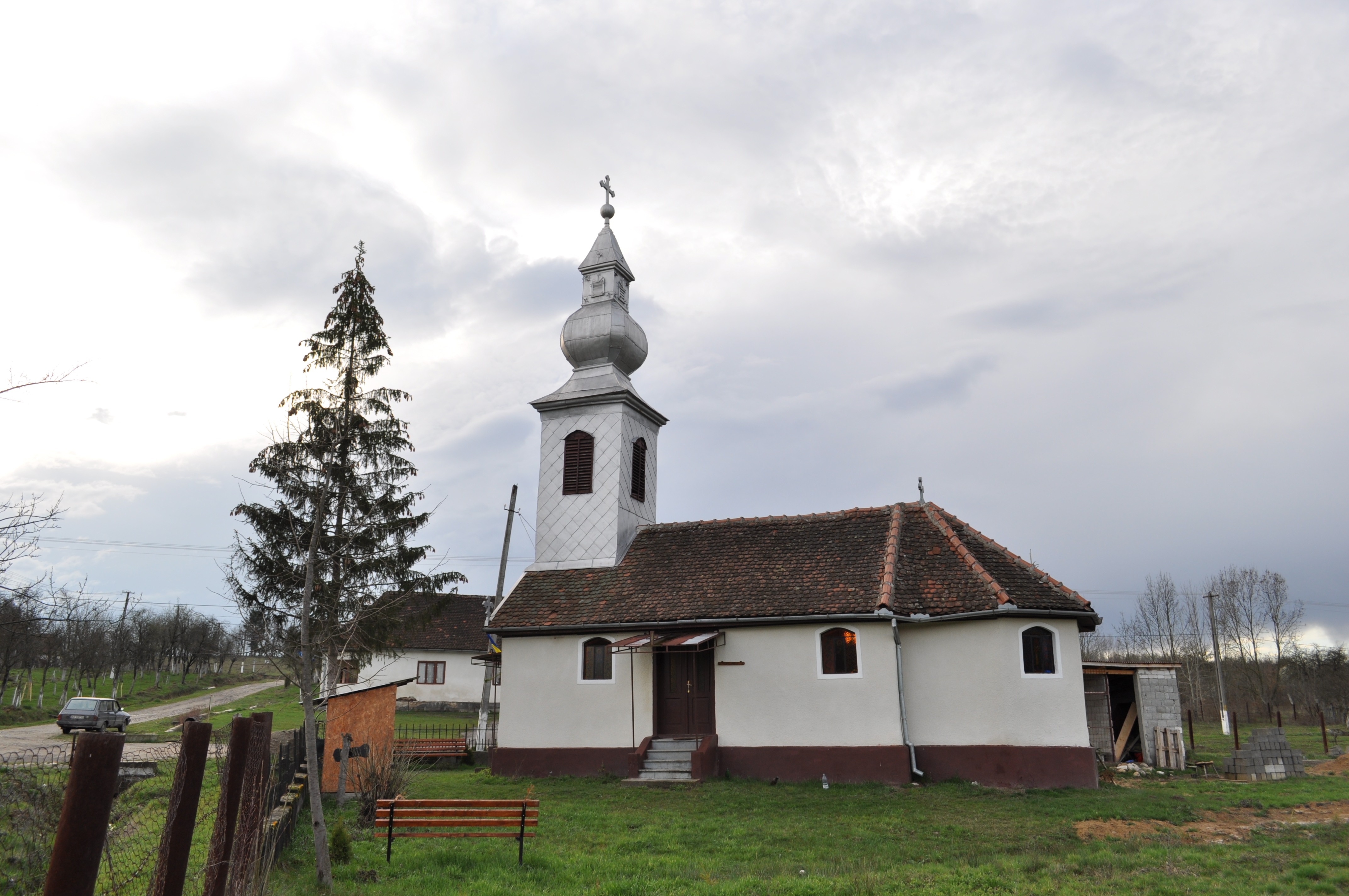